# Kekertelung Island
Kekertelung Island är en ö i Kanada.   Den ligger i territoriet Nunavut, i den östra delen av landet, 2 400 km norr om huvudstaden Ottawa. Arean är 86 kvadratkilometer.
Terrängen på Kekertelung Island är lite kuperad. Öns högsta punkt är 468 meter över havet. Den sträcker sig 14,1 kilometer i nord-sydlig riktning, och 17,8 kilometer i öst-västlig riktning.
Trakten runt Kekertelung Island består i huvudsak av gräsmarker. Trakten runt Kekertelung Island är nära nog obefolkad, med mindre än två invånare per kvadratkilometer.